# ديف مارتن
ديف مارتن (بالإنجليزية: Dave Martin)‏ (3 فبراير 1988 دنفر الولايات المتحدة - ) هو لاعب كرة قدم أمريكي، يلعب كحارس مرمى، ولعب 5 مباريات.

## مسيرته

### مسيرته مع الأندية
- 2012 - 2012 لعب مع Fort Lauderdale Strikers (2006–2016) [الإنجليزية]‏ مباراة.
- 2013 - 2013 لعب مع VSI Tampa Bay FC [الإنجليزية]‏ 4 مباريات.

## روابط خارجية
- ديف مارتن على موقع قاعدة بيانات كرة القدم.إي يو (الإنجليزية)
- ديف مارتن على موقع Soccerway.com (الإنجليزية)